# جوان و آزاد
«جوان و آزاد» (کره‌ای: Young & Free) تک‌آهنگی از خواننده اهل کره جنوبی، شیومین از گروه اکسو و رپر کانادایی مارک از گروه ان‌سی‌تی است. این ترانه در ۷ ژوئیه ۲۰۱۷ به عنوان بخشی از پروژه موسیقی دیجیتال اس‌ام استیشن، توسط اس‌ام انترتینمنت منتشر و توسط جینی میوزیک توزیع شد.

## فهرست قطعات
| شماره      | نام                    | سراینده           | آهنگساز                                   | تنظیم       | مدت   |
| ---------- | ---------------------- | ----------------- | ----------------------------------------- | ----------- | ----- |
| ۱.         | «جوان و آزاد»          | جو یون کیونگ مارک | اندریاس اوبرگ درو رایان اسکات ویلیام ویکس | ویلیام ویکس | ۰۳:۲۲ |
| ۲.         | «جوان و آزاد» (بی‌کلام) |                   | اندریاس اوبرگ درو رایان اسکات ویلیام ویکس | ویلیام ویکس | ۰۳:۲۲ |
| مجموع مدت: | مجموع مدت:             | مجموع مدت:        | مجموع مدت:                                | مجموع مدت:  | ۰۶:۴۴ |

## جدول‌های موسیقی
| جدول (۲۰۱۷)                                   | بالاترین جایگاه |
| --------------------------------------------- | --------------- |
| کره جنوبی (گائون)                             | ۳۱              |
| ترانه‌های دیجیتال جهانی ایالات متحده (بیلبورد) | ۶               |

| جدول (۲۰۱۷)       | بالاترین جایگاه |
| ----------------- | --------------- |
| کره جنوبی (گائون) | ۹۴              |

## فروش‌ها
| منطقه             | فروش‌ها |
| ----------------- | ------ |
| کره جنوبی (گائون) | ۷۲٬۱۳۳ |

## تاریخچه انتشار
| منطقه     | تاریخ        | فرمت                   | ناشر              |
| --------- | ------------ | ---------------------- | ----------------- |
| کره جنوبی | ۷ ژوئیه ۲۰۱۷ | دانلود دیجیتال، استریم | اس‌ام، جینی میوزیک |
| جهانی     | ۷ ژوئیه ۲۰۱۷ | دانلود دیجیتال، استریم | اس‌ام، جینی میوزیک |